# Casteggio
Casteggio (lombardul: Cästegiu, régi lombard nevén S'ciatès) település Olaszországban, Lombardia régióban, Pavia megyében. Lakosainak száma 6417 fő (2023. január 1.). Casteggio Borgo Priolo, Calvignano, Casatisma, Corvino San Quirico, Montebello della Battaglia, Oliva Gessi, Robecco Pavese, Verretto és Lungavilla községekkel határos.

## Népesség
A település lakossága az elmúlt években az alábbi módon változott:
| Lakosok száma | 6818 | 6712 | 6417 |
|               | 2017 | 2018 | 2023 |